# タルチュフ

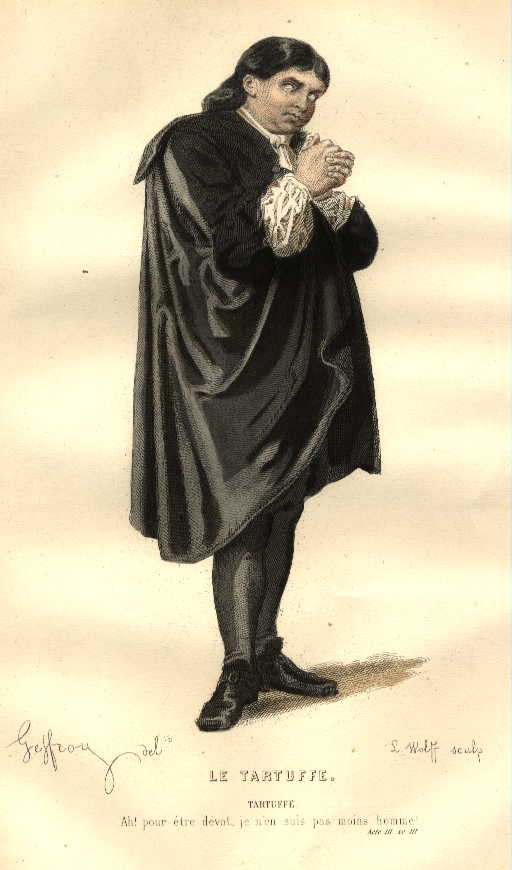
19世紀の衣装デザイン画（人物はタルチュフ）

『タルチュフ:あるいはペテン師』（仏語原題： Le Tartuffe ou l'Imposteur  ）は、モリエールの戯曲。1664年発表。同年5月12日、ヴェルサイユ宮殿にて初演。モリエールが本作で取り上げたテーマは極めて深刻なものだが、喜劇として制作されている。これはモリエールが古典劇の規則に基づいて、喜劇と悲劇の峻別を行っていたからである。当時の考えでは、悲劇とは古代ギリシャやローマの英雄か、王侯貴族の間でのみ起こり得る現象であって、同時代の人間を扱う場合は必然的にその作品は喜劇となるというのが約束事であった。

## 登場人物
- ペルネル夫人…オルゴンの母
- オルゴン…エルミールの夫
- エルミール…オルゴンの妻
- ダミス…オルゴンの息子
- マリアーヌ…オルゴンの娘。ヴァレールの恋人。
- ヴァレール…マリアーヌの恋人
- クレアント…オルゴンの義兄
- タルチュフ…偽善者。敬虔なキリスト教信者のふりをしている。
- ドリーヌ…マリアーヌの小間使い
- ロワイヤル氏…執行官
- フリポット…ペルネル夫人の女中
- 警吏

## あらすじ
舞台はパリ。オルゴンの家から。

### 第1幕
オルゴンの母、ペルネル夫人が息子・オルゴンの再婚相手であるエルミールを始め、一家の若者たちを不信心だとして怒鳴りつけているところから幕開け。ペルネル夫人は信心に凝り固まって、タルチュフを聖人君子と崇めているが、若者たちはタルチュフが偽善者に過ぎないことを見抜いており、彼がオルゴン家で大きな態度を取っているのが我慢ならない。オルゴンもかつてはフロンドの乱に際して国王のために戦った勇気と思慮の持ち主であったが、現在はペルネル夫人同様にタルチュフを家族よりも大事に扱う始末であった。そこへオルゴンが商売から帰ってきた。エルミールが体調を崩していたというのに、タルチュフのことばかり気にかけるオルゴン。クレアントが目を覚まさせようと思いのたけをぶつけるも、結局徒労に終わってしまう。話の最後に、マリアーヌとヴァレールの結婚について聞くが、すでに許可を与えているにもかかわらず、のらりくらりと話をはぐらかそうとするオルゴンであった。オルゴンがこの件に関しても変心したのではないかと、心配するクレアントであった。

### 第2幕
クレアントの心配は当たっていた。オルゴンは、すでに許可を与えていたマリアーヌとその恋人ヴァレールの結婚を翻し、タルチュフと結婚せよと言い出した。絶望して固まるマリアーヌに代わって、オルゴンに「気でもふれたか」と毒舌を浴びせかけ、タルチュフとの結婚を取りやめさせようとするドリーヌだが、効き目がない。マリアーヌはヴァレールを愛しているため、結婚には当然反対だが、同時に娘としての務め(＝親の言いつけに従うこと)も忘れられず、恋心と娘としての立場の板挟みになって苦しんでいる。マリアーヌはドリーヌに助けを求めるが、ドリーヌはオルゴンに何も言い返せなかったマリアーヌを情けなく思い、見放そうとするが、マリアーヌが自殺を仄めかしたため、慌てて協力することを約束するのであった。そこへ結婚の話を聞きつけたヴァレールが飛び込んできた。2人が愛し合っているのは変わらないが、煮え切らない態度のマリアーヌに、ヴァレールは苛立ちを隠せず、喧嘩となってしまった。危うく関係が終わるところだったが、すべてを見ていたドリーヌの巧みな執成しによって、何とか大事に至らずに済んだ。仲直りしたヴァレールとマリアーヌは、ドリーヌに従って、オルゴンに押し付けられた結婚を破談に追い込むことで一致したのだった。

### 第3幕
マリアーヌの兄であるダミスも、妹に押し付けられた結婚に我慢がならない。ドリーヌはタルチュフの俗物性を暴くために、義理の母ながらも優しい愛情を持っているエルミールに頼み込んで、話を通してもらうことにした。ダミスもその場にいたいというが、その激しい気性のためにドリーヌに追い払われてしまう(これ以後舞台奥に隠れてすべてを聞いている)。いざエルミールと2人きりになったタルチュフは、その俗物性を存分に曝け出し、エルミールを口説き始めた。エルミールはそれを拒絶し、オルゴンにこのことを言わない代わりに、マリアーヌとヴァレールの結婚を手助けする(＝邪魔をしない)ように要求し、丸く収めようとした。ところが、それをこっそり聞いていたダミスはやはり我慢ならなかった。彼はエルミールが止めるにもかかわらず、オルゴンに事の次第をすべてぶちまけた。ところが、信心に凝り固まっているオルゴンに効果はなかった。タルチュフが偽善を用いて開き直り、へりくだった態度に出たので、オルゴンは高潔な男だと感激してしまい、ダミスこそ裏切者だと決め付けて勘当し、家から追い出してしまった。それどころか、タルチュフに全財産を譲り、マリアーヌとの結婚をさっさと決めようとまで言い出した。オルゴンにとって、タルチュフは家族のだれよりも、大切な友人なのであった。

### 第4幕

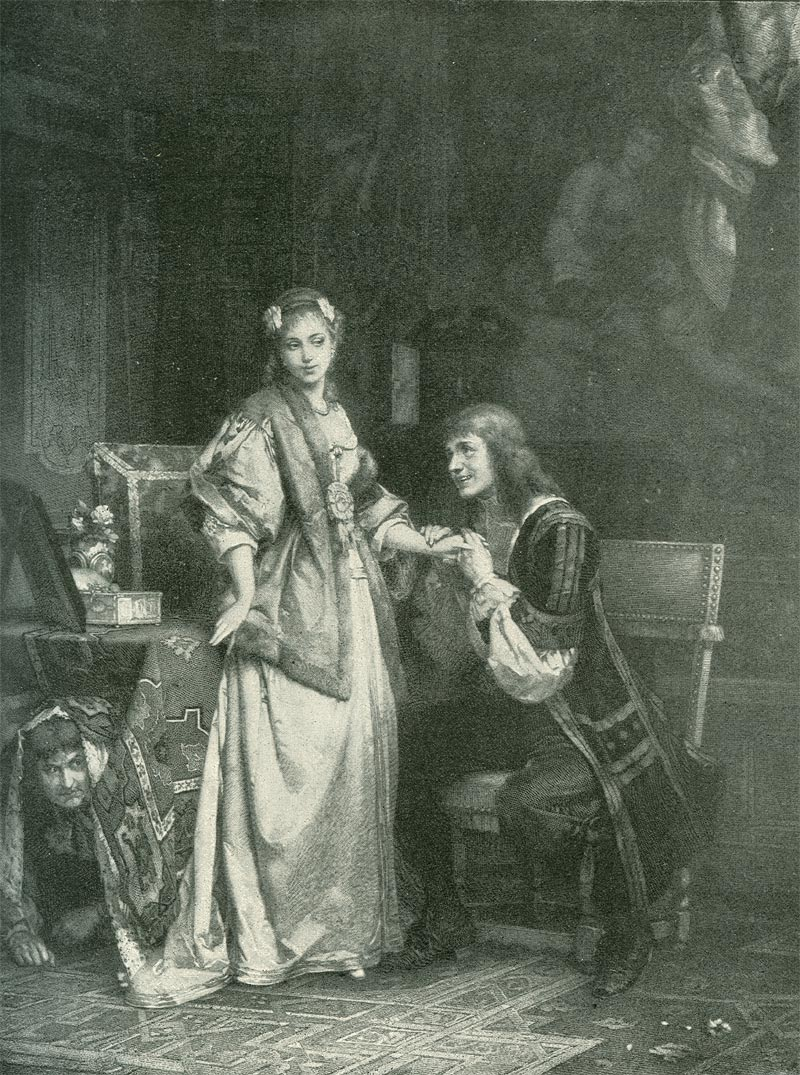
エルミールを口説くタルチュフ。机の下にオルゴン(第4幕第4～5景)

クレアントは、タルチュフに「キリスト教徒なら、子が親に追放されるのを黙ってみていいのか？仲直りさせるべきだ」と詰め寄るが、タルチュフは「私としてはそうしたいが、神がそれを許さない」などと相変わらず偽善的な態度を示し、理由をつけて逃げて行く。そうしている間にも、結婚の話は着々と進み、ついにオルゴンが結婚契約書を持ってやってきた。一同から再び非難を浴びせられるが、考えを変えようとしない狂信的なオルゴン。それなら、とエルミールはタルチュフの不義を目の前で見せつけることにした。渋々ながらも、言われるがままにテーブルの下に隠れ、その企みの顛末を見届けようとするオルゴンであった。再びエルミールと2人きりになった(と勘違いした)タルチュフはまたも彼女に言い寄り、オルゴンのことを馬鹿にするなど、本性を現す。さすがのオルゴンもようやく目を覚まし、タルチュフを追い出した。ところが、タルチュフは去り際に「この家は俺のものだ。出ていくのはお前だ」などと捨て台詞を残していった。これまでに財産贈与や秘密を打ち明ける(＝ある男を匿ったこと、ならびにその男の大事なもの一切が詰まった小箱を預けたこと)などをしており、弱みを握られていることに焦るオルゴン。

### 第5幕
どうにか手を打とうと焦るオルゴンであったが、よい方策を見いだせない。そこへロワイヤル氏がやってきた。「この家はタルチュフのものとなっているから、今すぐ出ていけ」と言う。差し迫った事態に何とか対策を捻り出そうとする一同であったが、そこへ今度はヴァレールがやってきた。タルチュフが国王に訴え出て、国民の権利を蔑ろにして、犯人の秘密を隠匿したとして、逮捕の命令が発せられたので、警吏たちとともにこちらへ向かっているとのことであった。逃げ出そうとするオルゴンであったが、間に合わなかった。タルチュフに引き留められてしまったのである。罵詈雑言を浴びせられても平気な顔をしているタルチュフ。だが警吏たちが逮捕したのは、オルゴンではなくタルチュフだった。国王陛下はタルチュフの卑劣さを見抜き、手配中の詐欺師であることが発覚したからである。国王はかつて、フロンドの乱においてオルゴンが示した忠誠心を記憶していたのだった。こうして何もかも丸く収まり、安心する一同。ヴァレールとマリアーヌの結婚を許し、国王にお礼を述べに行こうとするオルゴンであった。幕切れ。

## 成立過程と上演禁止騒動
1664年5月7日から13日にかけて、ルイ14世は、母后アンヌ・ドートリッシュならびに王妃マリー・テレーズ・ドートリッシュのためと称して、実は愛妾ルイーズ・ド・ラ・ヴァリエールのために、ヴェルサイユ宮殿にて600人を超える貴族たちを集めて「魔法の島の楽しみ」なる祝祭を催した。
モリエールとその劇団もこの祝祭に呼ばれ、2日目に『エリード姫』を、5日目に『はた迷惑な人たち』を、6日目に本作を上演し、最終日に『強制結婚』を上演した。上演された演目は『はた迷惑な人たち』にせよ『強制結婚』にせよ、旧作のコメディ・バレであって、宮廷で演じる作品としては無難な選択であった。本作について、この催しの公式記録は以下のように記している:

この夜、陛下はモリエール氏が偽善者どもを俎上にして書いた喜劇『タルチュフ』を上演するよう計らわれた。劇は大変面白かったが、真の信仰によって天国への道を歩む人々と、下らぬ見栄から善行を誇示するくせに悪しき行為をも行う輩との間には、たくさんの類似点があることをご承知でおられた国王陛下は、宗教問題についての細やかなご配慮から、このように悪徳と美徳が似通って見せられるのを是とはされなかった。この両者は、互いに取り違えられかねないし、作者の善意を疑うものではないにせよ、陛下はこの劇の公開を禁じられた。そして、ほかの判断力の乏しい人々がこの劇を悪用せぬよう、ご自身もこの劇をご覧になるのをお控えになったのである。

この作品の上演を妨害しようとする動きは、上演前から行われていた。とくに『女房学校』以来、モリエールの作品に反宗教的要素を見出して、彼の監視を続けていた聖体秘蹟協会の面々は、水面下で激しい妨害工作に勤しんでいたが、結局本作は「魔法の島の楽しみ」においては問題なく上演された。ただ、上の記述に見えるように、即日国王によって上演が禁じられた。

国王夫妻は上演を興味深そうにご覧になったとのことだが、年老いて信心深くなっていた、ルイ14世の母親アンヌ・ドートリッシュなどはその諷刺に眉をひそめたという。モリエールの親友であったボワローによれば、
モリエールは『タルチュフ』を書くと、その最初の三幕を国王陛下に朗読して見せた、この芝居をお気に召された陛下がたいそうお褒めになったために、却ってモリエールの敵方、とりわけ信心家の集団の妬みを誘ってしまった。パリの大司教ペレフィックスは信者たちを代表して、陛下に謁見を求め、タルチュフの上映禁止を懇請した。この請願が何度も繰り返されるので、陛下はモリエールを呼び出し、「彼らを刺激してはならない」と仰った。…
とのことである。
ペレフィックスは国王と関係の深い司教であったので、ルイ14世もその請願を無視しきれなかった。しかし、上演が禁止されたのはあくまで公の席のみでのことであって、私的な上演については何の罰則もなかったため、作品の観賞は続けられた。そのうち彼を攻撃していたジェズイットやジャンセニストの中からも好奇心から芝居を鑑賞したがる者が続出した。完全な形で、つまり全5幕の形で初演が行われたのはこの頃のことであった(1664年11月29日)。コンデ大公の館で上演されたという。先述したように、私的な上演には罰則がなかったからである。
モリエールの『タルチュフ』序文では、この上映禁止騒動を次のように説明している:

…この喜劇が禁止されて1週間後に、宮中で「隠者の道化師」と題する作品が上演された。国王は席をお立ちになりながら、コンデ公に向かって「モリエールの喜劇に対してあれほど騒ぎ立てる連中が、この喜劇について一言も言わないのは一体どういうことだ？」と仰った。公はそれに答えて「この喜劇はあの連中が気にもかけない天とキリスト教とを愚弄しているのに対して、モリエールの喜劇は彼ら自身を愚弄しているのです。それは彼らにとっては耐えられないことであるからです。」と申された…
1666年、国王から本作の上演に関してある程度の承諾を得た。以前国王に注意を受けたように刺激的な部分を削除し、1667年8月5日、『ペテン師』と改題して上演するも、高等法院によって翌日、再び上映禁止となった。高等法院に請願を繰り返すが相手にもされなかったため、最後の手段として戦争でフランス国内にいなかった国王へ請願書を書いて届けさせるも、上映解禁の命は結局下りなかった。同年8月11日、パリの大司教ペレフィックスにより、「タルチュフ」の公的、私的を問わず一切の上演を禁じ、違反者には破門を宣告する旨の通告が発せられた。
1669年2月5日になって、ようやく上映禁止の禁令が解除された。これまで上演に猛反発していたキリスト教の狂信者たちの力が封じられたためである。即日上演され、大反響を呼んだ。
18世紀にヨーロッパで盛んになった町民劇の先駆的存在とも言える。町民劇では、観客と同時代に生きる紳士淑女を突然襲う不幸をテーマに、主人公の悲劇に観客は涙し、共感を覚え、魂は浄化されて美徳を愛するであろうという主張が貫かれる。本作品の場合、オルゴンは自分の愚かさによって不幸がその身に降りかかるが、彼の家族は全く違う。彼らはタルチュフの正体を看破しているにもかかわらず、オルゴンの狂信のせいで、さまざまな不幸に襲われる。それどころか財産の全額贈与などという愚行によって、一家の主として家族を慈しまねばならないオルゴンに裏切られたショックは大きい。まさにこれは、町民劇の世界そのものである。

## 初演の際の形式について
「魔法の島の楽しみ」にモリエールとその劇団が参加し、本作を上演したのは先述のとおりである。この催しについては、モリエールの劇団で会計係を務めていたラ・グランジュの付けていた「帳簿」に以下のような記述がある:

一座は国王の命令により、この月(＝4月)の最後の日にヴェルサイユに赴き、5月22日までそこに滞在した。(中略)『エリード姫』のほか、『はた迷惑な人たち』、『強制結婚』、それに『タルチュフ』の三幕が上演されたが、それらは最初の三幕であった。

これと同様の記述が1682年にラ・グランジュの手によって刊行された、初のモリエール全集にも見える。こう考えると、この催しで上演された『タルチュフ』が言葉通りに、最初の三幕のみ上演されたのは疑いの余地がないように思えるが、彼の遺した「帳簿」の記述にはしばしば彼が後から手を加えたと思しき部分が多々あるため、鵜呑みにすることはできない。この記述がそうであるかどうかは判然としないが、他の作品については何の言及もしていないのに『タルチュフ』に限って、なぜわざわざ「最初の三幕」と記したのか、この記述を巡って色々な説が提出された。未完作品であったとする説、三幕完成作品だったとする説、現在の四幕目を含む三幕物だったとする説など、様々だが、決定的な証拠が見つかっていないため、確かなことは何もわかっていない。
ところが、もしこのときの作品が今日残る筋で、かつ三幕までの未完成作品であったと仮定すれば、そこにモリエールやルイ14世の作為を見出すこともできる。第三幕までのオルゴンといえば、どうにもならないお目出度い男のままで、ちょうど第三幕でその狂信による愚行が頂点に達しており、事態は良い方向へ進むどころか、一番悪い方向へと転がっている。このような愚かさは、中世フランスの笑劇でコキュ(＝寝取られ亭主)が見せるものであった。ただ笑えればいい笑劇でならそのような結末もいいかもしれないが、本作のように信仰心を取り扱う舞台では、このような幕切れは深刻である。この幕切れは悪徳の栄え以外の何物でもないからだ。
オルゴンだけは自業自得の喜劇的な人物として描かれているが、それ以外の登場人物は、オルゴンの行為に割を食う悲劇的人物としか描かれていない。それだけにインパクトは強く、狂信者たちの前で演じるのが効果的という判断も可能になる。成立過程の項目でボワローの言葉として見たように、モリエールは事前に国王の面前でこの作品を朗読しているのだから、そのことは国王も承知していただろうし、この作品を上演させることで、宮廷にまで深く巣食い、自分を散々悩ませてきた聖体秘蹟協会をはじめとする信心家や偽善者たちへの十分な警告と成り得るからである。

## 解説
バロック演劇の特徴として、「視覚の不確実性」、「偽りの外観」などがある。簡潔に言うと、召使だと思っていた男が実は王子だったとか、「見ていることが必ずしも真実とは限らない」ということである。モリエールは元々これを実際に仮面(口以外の顔をすべて覆うもの)をつけて表現していたが、次第に仮面を外して、登場人物の内面的な描写を介して表現するようになっていった。本作ではその内面を介しての表現方法が大いに使われている。本作の第1幕第5景にて、クレアントは狂信的なオルゴンに以下のように言う:

クレアント:世の中には偽の勇者がいるように、偽の信者もあるんです。名誉に導かれて進むとき、真の勇者は大騒ぎするもんじゃない。それと同様、もって範とすべき真のよき信者は、仰々しくしかめ面をして見せたりするもんじゃありません。いったい、お義兄さんは偽りの信心と本物の信仰とをまったく区別しないのですか？この2つを同じような言葉で扱い、仮面に対しても素顔同様の敬意を払い、ペテンを誠意と同列に置き、見せかけと真実をごっちゃにし、幽霊を人間と同じく尊敬し、偽金を本物同様に認めようというのですか？

一刻も早くタルチュフの正体に気付いてほしいクレアントの意見に対して、オルゴンは耳を貸そうともしない。オルゴンにとって、「見えないものは存在しない」からだ。彼は頑なに、自分の目で確かめたもの以外は信用しない。だからこそ、教会でつぶさに見たタルチュフの信心深い姿(うわべに過ぎないが)を見て信じ込んだのであるし、ダミスにタルチュフの不義の現場を押さえたと訴えられても、歯牙にもかけずに退けてしまうのだ。狡賢いタルチュフは、この点を巧みに利用する:

タルチュフ:こんなことで、どうして私の肩をお持ちになるんです？私だって、どんなことをしでかさないとも限りません。あなたは私のうわべだけを信用していらっしゃるのですか？信心深く振舞うから、私がいくらかマシな人間だとお思いになるんですか？いやいや、あなたは外観に騙されていらっしゃる。残念ながら、私は人の考えるような立派な人間ではありません。みんなは私を立派な人物だと考えています。しかし実を言うと、何の価値もない人間なのです。

オルゴンは見事に、このタルチュフの策略に引っかかって、ダミスを勘当してしまう。彼は相変わらず、自分の目で見たこと以外は信じないのだ。オルゴンのこの癖を知っている妻、エルミールの機智によって、ようやくタルチュフの不義の場面を目撃し、ようやく目を覚ます。だが本作品には、もう1人「自分の目で見たこと以外は信じない」人物がいた。オルゴンの母、ペルネル夫人である。モリエールはペルネル夫人を使って、うわべの危うさを説き、それまでのオルゴンの妄信に対する痛烈な皮肉を込めた場面を描いた:

ペルネル夫人:人はいつだって悪口をまき散らすものよ。防ぎようにも、世間様相手ではどうにもなりません。

オルゴン:そんな無茶な話があるもんですか、私は見たって言っているじゃないですか、この目で見たんです。見たといったら見たんです。何度繰り返して大声で叫べというんですか！

ペルネル夫人:おや、まあ、人はしょっちゅう見かけに騙されるのさ。見たことだけでいつも判断するものではありません。

ほかの登場人物のように事柄や人物の本質を見抜く力のないペルネル夫人は、「人はしょっちゅう見かけに騙される」と言っておきながら、まさに自分自身がそうであることに気づかない。このように俯瞰すると、本作は「目は開いていても全く見えていない人間」と「本質を見抜くことのできる人間」の対立関係から成り立っていることがわかる。そして前者のような人間が、似非信心家の姿を目の当たりにしてようやく目を覚ます。だが目を覚ますことはできても、それまでの愚行によってもたらされた結果を覆す力はない。唯一それが可能なのは、デウス・エクス・マキナたる国王陛下であった。国王の代理として警吏は次のように述べる:

'警吏:どうぞご安心下さい。我々は詐欺欺瞞を目の敵とされる国王陛下の下に生きているのです。陛下の御眼は、人心をあまねく洞察され、いかなる詐欺師の術策を以てしても、これを欺くことはできません。陛下は鋭い判断力をお備えになっており、常に物事を正しくご覧になるのです。(中略)この男も陛下の御心の隙につけ入ることはできませんでした。陛下はさらに巧妙な罠を張ることにより、この男から身をお守りになったのです。陛下のご明察は、この男の心に隅々に巣食う卑劣な考えのすべてを、いち早く見抜いておられました。

万能の絶対的権力者である国王は、その鋭い判断力を以てタルチュフの正体を看破し、オルゴンを守った。こうして芝居は大団円で幕切れするわけである。
また、以下の場面は17世紀当時の聖職者の腐敗を的確に描写している。あらゆる責任を神に転嫁し、天の代理人のような顔をして他人の行動を身勝手に都合よく裁くタルチュフの姿に、聖職者たちの姿が被る:

タルチュフ:ああ！出来るものなら私も喜んでそうしたいのです。私だってあの青年を別に悪く思っているわけではなし、すべてを許しています。何一つ責めようとは思いません。心からあの人のために尽くしたいとさえ考えています。しかし、神の思し召しがそれに反対なのです。あの青年がここへ戻ってくれば、私が出ていかねばなりません。あんな途方もない振舞いをされた後で、私たちが素知らぬ顔で付き合っていたら、却って悪い噂が立つでしょう。(中略)さっきも申し上げた通り、私の心は、もうあの人を許しています。これこそ神の命じたもうことを行うことではありませんか。しかし、今日のように騒ぎ立てられ、侮辱を加えられたからには、神も私があの人と一緒に暮らすことをお命じにはならないのです。

モリエールは偽善者の卑劣を暴くこの手法を、次回作の『ドン・ジュアン』でもほぼ同様の形で用いている。『タルチュフ』が狂信者たちの激烈な攻撃を受けて、上演中止になったために書き上げた『ドン・ジュアン』で同様の内容を盛り込んだのである。

## 日本語訳
- 『タルチュウフ』進藤誠一訳、岩波文庫、1941年
- 『喜劇 タルテュッフ 又は 瞞着者』小場瀨卓三訳、白水社、1944年
- 『タルチュフ またの名 ぺてん師』鈴木力衛訳、岩波文庫、1956年 1974年（改版） 2008年（改版）[注釈 1]
- 『タルチューフ』坪内士行訳、（モリエール全集 所収）、天佑社、1920年[注釈 2]
- 『タルチュウフ（又は 偽善者）』井上勇訳、（ドン・ジュアン 他二篇 所収）、聚英社、1923年
- 『タルチュッフ（又は 偽善者）』井上勇 訳、（古典劇大系 第七卷 佛蘭西篇(1) 所収）、近代社、1924年
- 『タルチュウフ』井上勇 訳、（タルチュウフ 他一篇 所収）、聚英閣、1927年
- 『タルテュフ－偽瞞者－』吉江喬松訳、（モリエール全集 第一卷 所収）、中央公論社、1934年
- 『タルテュッフ または 瞞着者』小場瀨卓三 訳、（モリエール喜劇集 所収）、生活社、1948年
- 『タルテュフ（ぺてん師）』川口篤訳、（モリエール選集 1 所収）、南北書園、1949年
- 『タルチュフ 一名 ペテン師』川口篤 訳、（世界文学全集古典篇 11 モリエール篇 所収）、河出書房、1951年
- 『改譯 タルテュフ または 瞞着者』 小場瀨卓三 訳、（モリエール名作集 所収）、白水社、1951年
- 『タルチュフ 一名「ペテン師」』 川口篤 訳、（決定版 世界文学全集 第三期3巻 所収）、河出書房、1958年
- 『喜劇 タルチュフ またの名 ぺてん師』 鈴木力衛 訳、（世界文学大系 14 古典劇集篇（朱版） 所収）、筑摩書房、1961年
- 『喜劇 タルチュフ またの名 ぺてん師』 鈴木力衛 訳、（世界文学大系 29 古典劇集篇（黒版） 所収）、筑摩書房、1961年
- 『タルチュフ またの名 ぺてん師』 鈴木力衛 訳、（世界古典文学全集 47 モリエール篇 所収）、筑摩書房、1965年
- 『タルチュフ またの名 ぺてん師』井村順一訳、（世界文学全集 第三集6巻 所収）、河出書房、1965年
- 『タルチュフ またの名 ぺてん師』 鈴木力衛 訳、（世界文学全集 67 世界戯曲集篇 所収）、筑摩書房、1969年
- 『タルチュフ もしくは ぺてん師』 鈴木力衛 訳、（モリエール全集 2 所収）、中央公論社、1973年
- 『喜劇 タルチュフ またの名 ぺてん師』 鈴木力衛 訳、（世界文学大系 18 古典劇集（白版） 所収）、筑摩書房、1975年
- 『タルチュフ あるいは ペテン師』秋山伸子訳、（モリエール全集 第4巻 所収）、臨川書店、2000年、ISBN 4-653-03714-0
- 『タルテュフ』（昭和初期 世界名作翻訳全集 228）ゆまに書房、2009年、ISBN 978-4-8433-3164-4
  - 元版　『タルテュフ』石川淳訳、春陽堂書店、1934年

などがある。

## 翻案
- 『偽善者（原名 タルチューフ）』草野柴二訳、（モリエエル全集[注釈 3] 中巻 所収）、金尾文淵堂・加島至誠堂、1908年[注釈 4]
  - 元版　『偽善者』草野柴二訳、明星 1906年6月号～8月号 掲載